# Cleistocactus luribayensis
Cleistocactus luribayensis är en kaktusväxtart som beskrevs av Martín Cárdenas Hermosa. Cleistocactus luribayensis ingår i släktet Cleistocactus, och familjen kaktusväxter. Inga underarter finns listade i Catalogue of Life.